# Parque de los Venados
A Parque de los Venados (spanyol nevének jelentése: a szarvasok parkja, korábbi nevén Parque Francisco Villa) Mexikóváros egyik közparkja.

## Leírás
A park Mexikóváros déli részén, Benito Juárez kerületben található. Alakja trapéz, két párhuzamos oldala az északon őt határoló Miguel Laurent út és a déli határát alkotó Avenida Municipio Libre, míg nyugaton az Avenida División del Norte, keleten a Dr. José María Vertiz út határolja. Nevét a benne található, szarvasokat ábrázoló szobrokról kapta, korábbi elnevezése (Parque Francisco Villa) az itt található Pancho Villa-lovasszoborral áll kapcsolatban. Mellette található a 12-es metró egyik állomása, a Parque de los Venados állomás.
Az 1950-es években kialakított parkban közel 3000 fa található, amelyek között sétautak vezetnek. Kiépítettek játszóteret, egy kisebb vidámparkot körhintákkal és céllövöldével, sportpályákat, egy planetáriumot és egy szabadtéri színházat is: ez utóbbit a Soler testvérekről nevezték el, és ingyenes előadásokat szoktak benne tartani. A látogatók számos utcai árustól vásárolhatnak ételeket, italokat és kézműves termékeket is. Lehetőség van helyben használható, emberi erővel hajtott járművek kölcsönzésére is.

## Képek

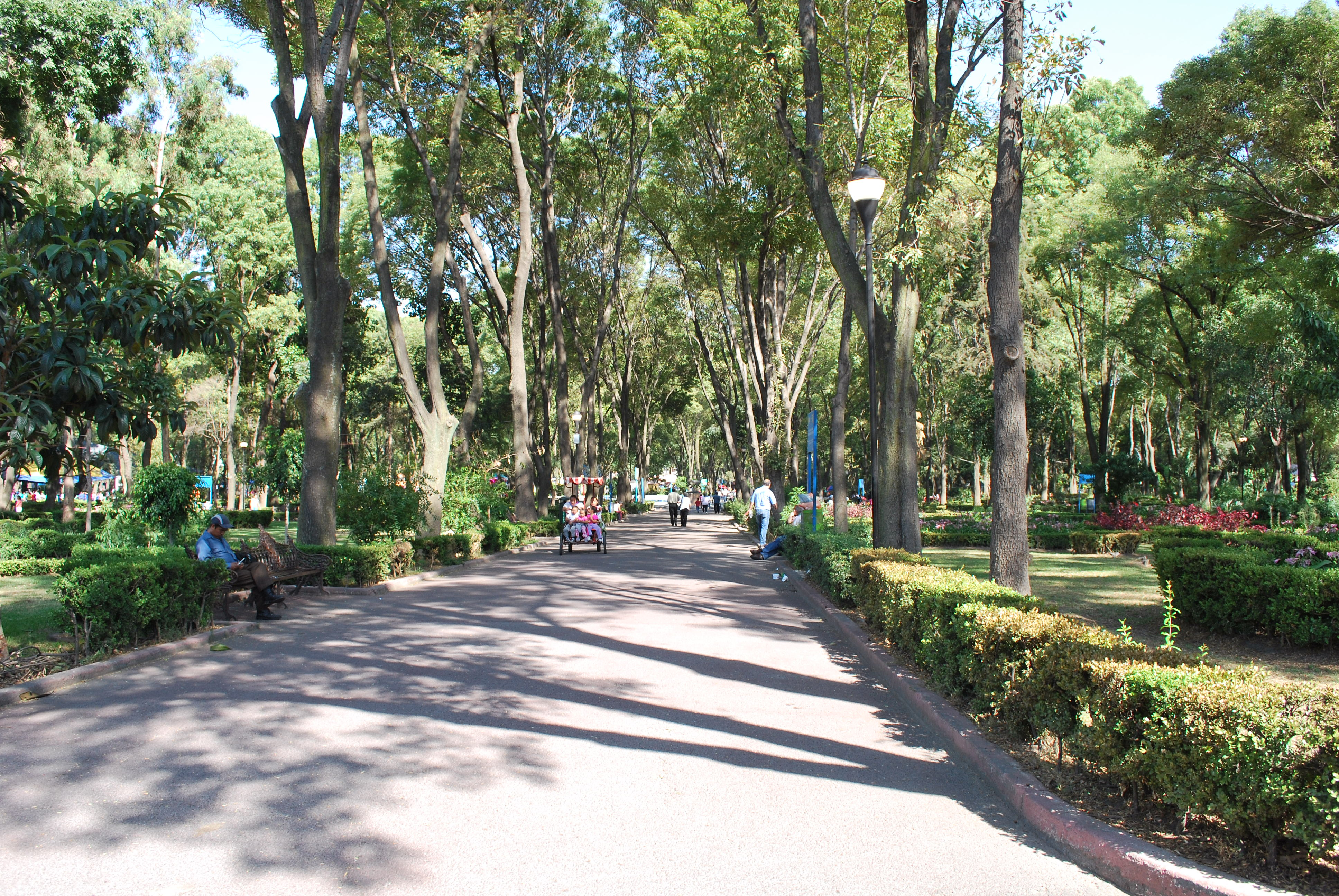
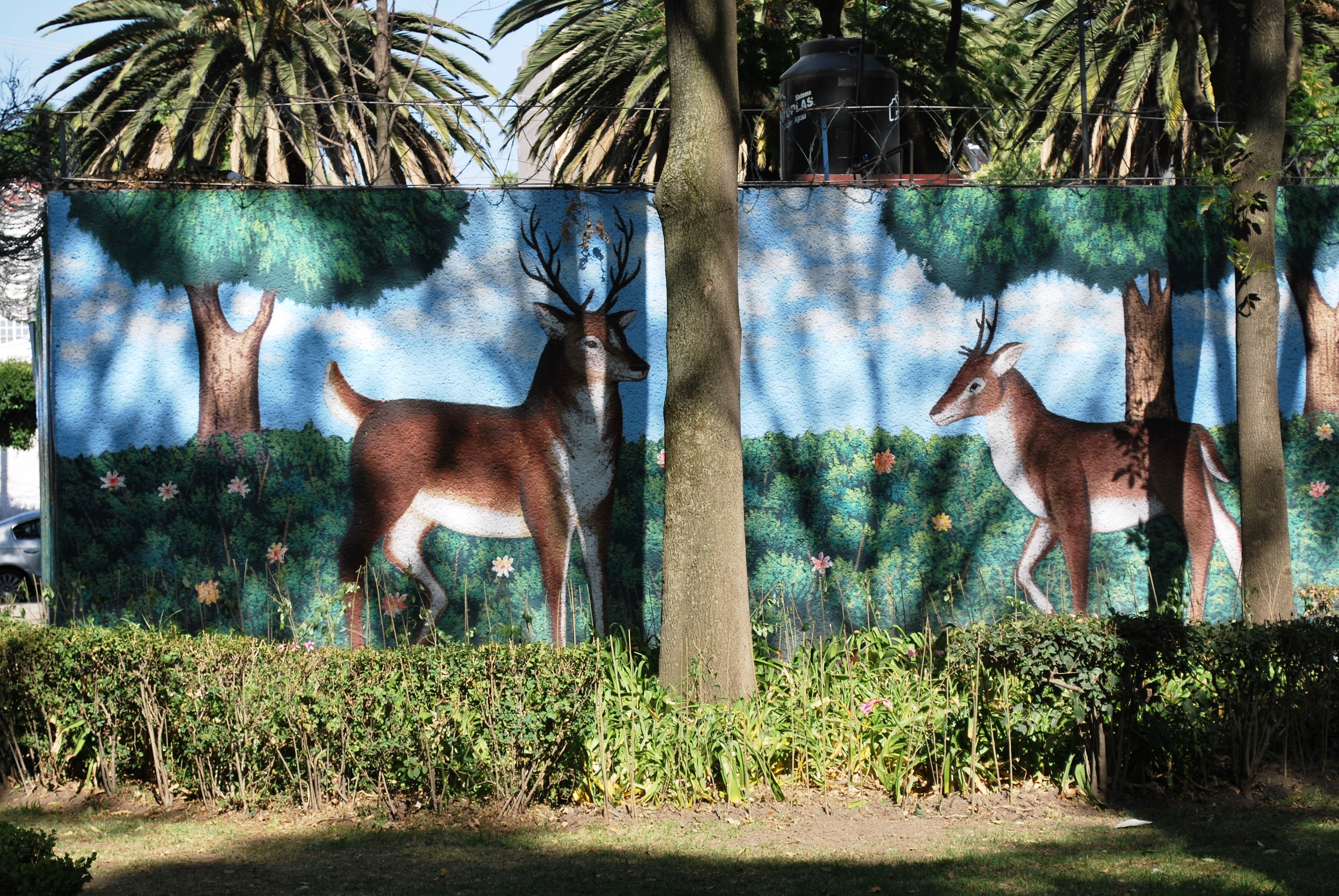
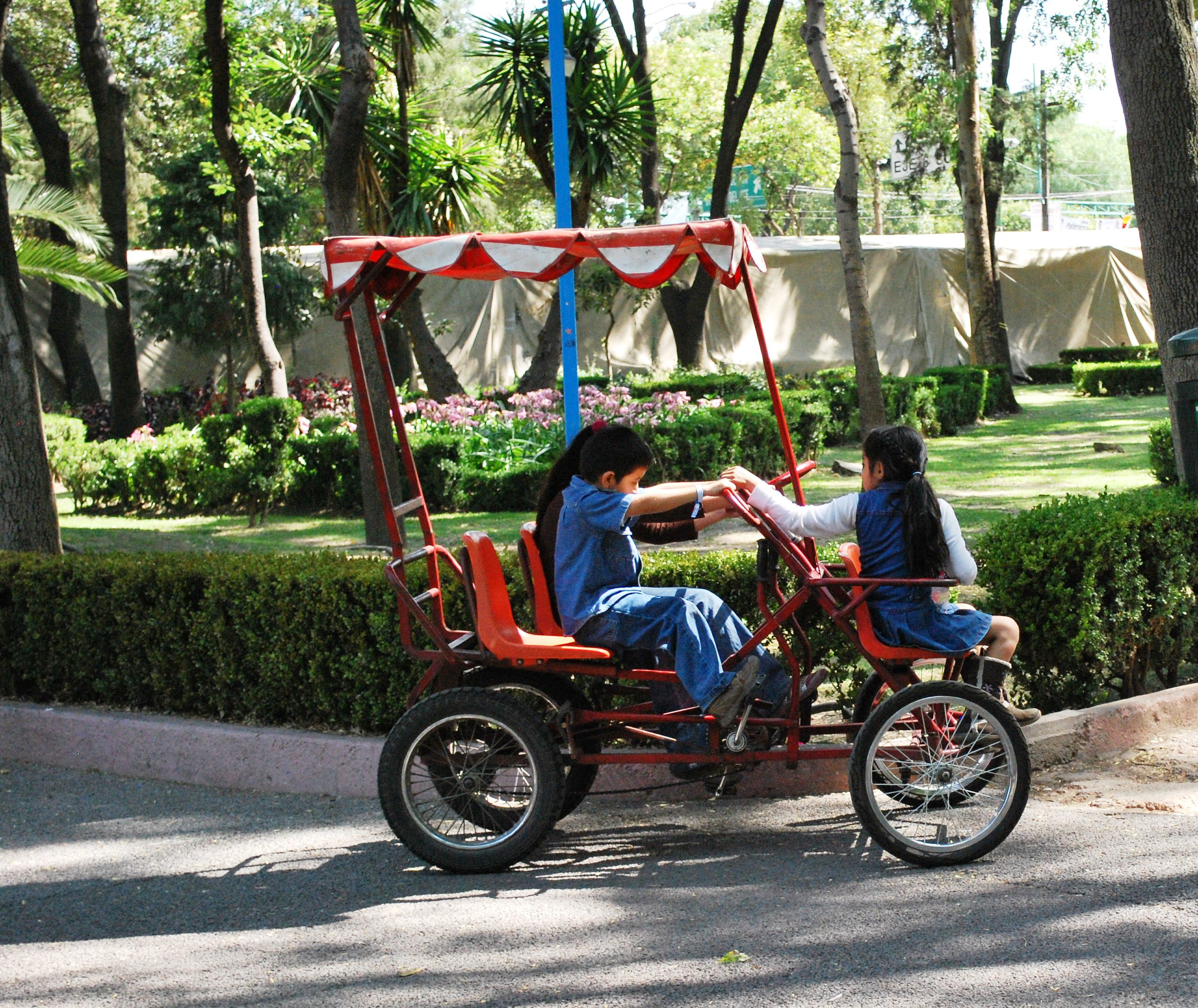
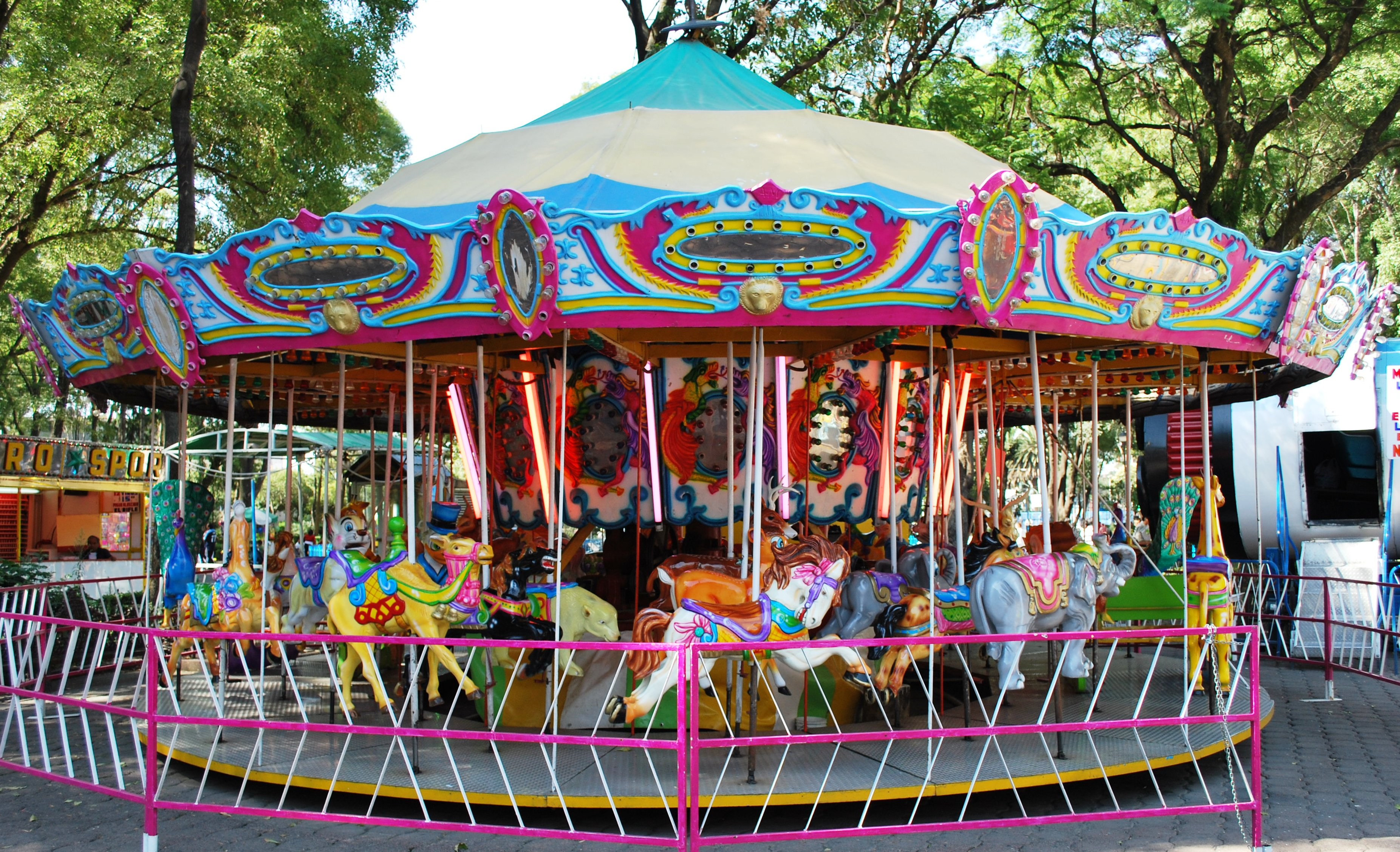
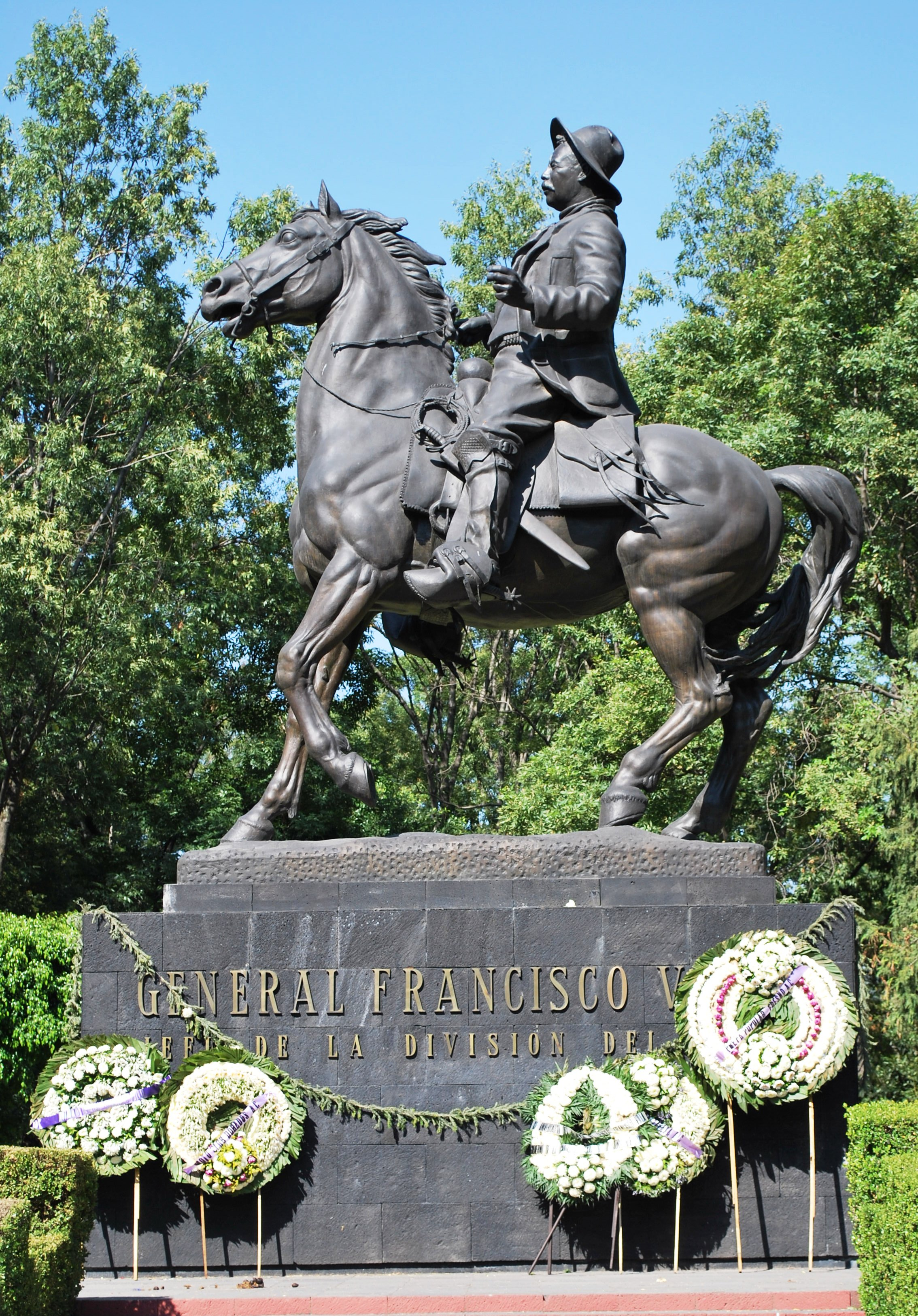